# 1759 în literatură
Anul 1759 în literatură a implicat o serie de evenimente și cărți noi semnificative.  

## Cărți noi
- Sarah Fielding – The History of the Countess of Dellwyn
- Samuel Johnson – The History of Rasselas, Prince of Abissinia
- Gotthold Lessing – Fables
- William Rider – Candidus (traducere a Candide de Voltaire)
- Laurence Sterne – The Life and Opinions of Tristram Shandy, Gentleman vol i–ii.
- Voltaire – Candide